# Predsednik vlade Češke republike
Predsednik vlade Češke republike (češko: Předseda vlády České republiky) je vodja Vlade Češke republike. Predsednik vlade in vlada (ki jo sestavljajo vsi ministri, ki so vodje ministrstev) sta za svojo politiko in dejanja kolektivno odgovorna poslanski zbornici. Sedanjega predsednika vlade Petra Fiala, vodjo ODS, je predsednik imenoval 28. novembra 2021 in je 13. oseba na tej funkciji.
Predsednika vlade imenuje predsednik, njihova prva prednostna naloga pa je oblikovanje vlade in imenovanje ministrov. Kabinet mora dobiti zaupanje poslanske zbornice, predsednik vlade pa ostane na funkciji le, dokler ima podporo večine članov.
Ustava Češke republike določa, da predsednik vlade organizira dejavnosti vlade in predseduje njenim sestankom.

## Pooblastila in vloga
Ker je Češka parlamentarna republika, sta predsednik vlade in njihova vlada odgovorna poslanski zbornici parlamenta. Češka ustava določa, da mora vsak predsednik vlade ob prevzemu funkcije pridobiti in nato ohraniti zaupanje parlamenta. Takoj, ko zaupanje izgubi, mora odstopiti, predsednik pa je dolžan izbrati novega predsednika vlade.
Predsednik vlade je najmočnejša funkcija v državi. Predsednik imenuje predsednika vlade, ki imenuje druge ministre vlade .

## Rezidenca
Uradna rezidenca predsednika vlade Češke republike je Kramářova vila. Nahaja se na naslovu Gogolova 212/1 v okrožju Hradčani v Pragi.

Stavba je bila zgrajena med letoma 1911 in 1914. Zasnoval jo je dunajski arhitekt Friedrich Ohmann.
- Kramářova vila z vrta.
- Pogled z vrta.
- Domači kabinet predsednika vlade

## Seznam predsednikov vlad
Glej stran: Seznam predsednikov vlade Češke republike